# Biblioteka Narodowa i Uniwersytecka Republiki Serbskiej
Biblioteka Narodowa i Uniwersytecka Republiki Serbskiej – biblioteka narodowa Republiki Serbskiej w Banja Luce.

## Historia
Ponieważ do 1935 roku w Banja Luce nie działa żadna biblioteka, ban banowiny vrbaskiej nakazał jej utworzenie, przeznaczając na jej funkcjonowanie stałą roczną dotację. Narodna bibłioteka Krala Petra I Wełikogo Osłobodioca została oficjalnie otwarta 26 kwietnia 1936 roku. Nadano jej imię na cześć Piotra I Karadziordziewića. Po wybuchu II wojny światowej biblioteka została zamknięta, a zbiory spalone lub zniszczone. Po wojnie odbudowano ją, a w październiku 1956 roku zmieniono nazwę na Narodna bibłioteka „Petar Koczić”. Podczas trzęsienia ziemi w 1969 roku biblioteka została zniszczona. Przez dwa lata nie działała. Dzięki wsparciu organizacji i działaczy zgromadzono 3 tysiące woluminów i ponownie otwarto ją w 1973 roku. Po powstaniu Uniwerziteta „Dziuro Pucar Stari” u Banioj Łuci zbiory biblioteczne służyły także studentom. Dlatego w 1981 roku zmieniono nazwę na Narodna i uniwerzitetska bibłioteka „Petar Koczić”.
7 grudnia 1999 roku decyzją rządu Republiki Serbskiej otrzymała swoją obecną nazwę Narodna i uniwerzitetska bibłioteka Repubłike Srpske.

## Zbiory
Po powstaniu biblioteka przejęła zbiory istniejącej przy Seminarium Teologicznym serbskiej Czytelni (Srpska czitaonica). Książki oprócz indywidualnych darczyńców przekazało również Stowarzyszenie (Drusztwa) „Proswjeta” i Gimnazjum w Banja Luce. Podczas II wojny światowej wszystkie zbiory zostały zniszczone lub spalone. W 1946 roku liczyły około 1000 woluminów w większości pochodzących z pozostałości przedwojennych bibliotek publicznych i społecznych oraz czytelni. W 1956 roku wzrosły do 30 tysięcy woluminów. Podczas trzęsienia ziemi w 1969 roku zbiory liczące 100 tysięcy woluminów zostały zniszczone. Biblioteka wznowiła działalność w 1973, a zbiory są systematycznie odbudowywane. W 1988 roku liczyły one 209 388 woluminów i 1692 tytułów czasopism.